# Deuteraphorura
Genre
Deuteraphorura est un genre de collemboles de la famille des Onychiuridae.

## Liste des espèces
Selon Checklist of the Collembola of the World (version du 27 septembre 2019) :
- Deuteraphorura acicindelia (Salmon, 1958)
- Deuteraphorura akelaris (Jordana & Beruete, 1983)
- Deuteraphorura ameskoana (Beruete, Arbea & Jordana, 2001)
- Deuteraphorura angelieri (Izarra, 1968)
- Deuteraphorura antheuili (Denis, 1936)
- Deuteraphorura apuanica (Dallai, 1970)
- Deuteraphorura aralarensis (Beruete, Arbea & Jordana, 2001)
- Deuteraphorura arminiaria (Gisin, 1961)
- Deuteraphorura banatica (Gruia, 1965)
- Deuteraphorura banii Dallai & Fanciulli, 2009
- Deuteraphorura bergamaria (Gisin, 1956)
- Deuteraphorura boneti (Gisin, 1953)
- Deuteraphorura bosnaria (Gisin, 1964)
- Deuteraphorura caprelleana Fanciulli, Loreti & Dallai, 2010
- Deuteraphorura cebennaria (Gisin, 1956)
- Deuteraphorura closanica (Gruia, 1965)
- Deuteraphorura defensaria (Gisin, 1964)
- Deuteraphorura diaelleni (Neuherz & Nosek, 1976)
- Deuteraphorura dianae Weiner & Fiera, 2014
- Deuteraphorura difficilis (Dallai, 1969)
- Deuteraphorura doftana Weiner & Fiera, 2014
- Deuteraphorura doneztebensis (Beruete, Arbea & Jordana, 2001)
- Deuteraphorura dunaria (Gisin, 1956)
- Deuteraphorura eduardi (Denis, 1937)
- Deuteraphorura fazii (Christiansen, 1956)
- Deuteraphorura frasassii (Fanciulli, 1999)
- Deuteraphorura galani (Beruete, Arbea & Jordana, 2001)
- Deuteraphorura gangjinensis (Lee & Kim, 1995)
- Deuteraphorura gemae (Simón-Benito & Luciáñez, 1994)
- Deuteraphorura ghidinii (Denis, 1938)
- Deuteraphorura gigoni (Gisin, 1962)
- Deuteraphorura gridellii (Denis, 1938)
- Deuteraphorura handschini (Denis, 1924)
- Deuteraphorura harrobiensis (Beruete, Arbea & Jordana, 2001)
- Deuteraphorura hategana (Gruia, 1971)
- Deuteraphorura haybachae (Gisin, 1962)
- Deuteraphorura hussoni (Denis, 1935)
- Deuteraphorura imperfecta (Denis, 1938)
- Deuteraphorura inermis (Tullberg, 1869)
- Deuteraphorura inferni (Gisin, 1956)
- Deuteraphorura insubraria (Gisin, 1952)
- Deuteraphorura jana (Christiansen & Bellinger, 1980)
- Deuteraphorura jitkae (Rusek, 1964)
- Deuteraphorura koreana Arbea & Park, 2015
- Deuteraphorura kosarovi (Zonev, 1973)
- Deuteraphorura kratochvili (Nosek, 1963)
- Deuteraphorura kruberaensis Jordana & Baquero, 2012
- Deuteraphorura labainensis (Beruete, Arbea & Jordana, 2001)
- Deuteraphorura leitzaensis (Beruete, Arbea & Jordana, 2001)
- Deuteraphorura lusa (Christiansen & Bellinger, 1980)
- Deuteraphorura mangazeya Babenko, 2007
- Deuteraphorura meziadica (Gruia, 1972)
- Deuteraphorura mildneri (Christian, 1985)
- Deuteraphorura montagudi Arbea, 2015
- Deuteraphorura nervosa (Stach, 1954)
- Deuteraphorura nevoi (Gruia, Poliakov & Broza, 2000)
- Deuteraphorura opa (Christiansen & Bellinger, 1980)
- Deuteraphorura oregonensis (Denis, 1929)
- Deuteraphorura ossaria (Gisin, 1964)
- Deuteraphorura paro (Christiansen & Bellinger, 1980)
- Deuteraphorura pseudobosnaria (Dallai, 1970)
- Deuteraphorura pseudofimetaria (Folsom, 1917)
- Deuteraphorura pseudoghidinii (Dallai, 1969)
- Deuteraphorura pseudoinsubraria (Dallai, 1970)
- Deuteraphorura quadrisilvaria (Gisin, 1962)
- Deuteraphorura rendsinae (Haybach, 1962)
- Deuteraphorura romanica (Gruia, 1965)
- Deuteraphorura schoenviszkyi (Loksa, 1967)
- Deuteraphorura scotaria (Gisin, 1954)
- Deuteraphorura sexpunctata (Schäffer, 1897)
- Deuteraphorura silesiaca (Dunger, 1977)
- Deuteraphorura silvaria (Gisin, 1952)
- Deuteraphorura simoni Arbea, 2017
- Deuteraphorura spipolae (Massera, 1949)
- Deuteraphorura traiani Gruia & Popa, 2005
- Deuteraphorura trisilvaria (Gisin, 1962)
- Deuteraphorura troglocarpathica (Absolon, 1901)
- Deuteraphorura variabilis (Stach, 1954)
- Deuteraphorura vercoraria (Gisin, 1963)
- Deuteraphorura vinuensis (Simón-Benito & Luciáñez, 1994)
- Deuteraphorura zalbidensis (Beruete, Arbea & Jordana, 2001)

## Publication originale
- Absolon, 1901 : Weitere Nachricht über europäische Höhlencollembolen und über die Gattung Aphorura AD.Macg. Zoologischer Anzeiger, vol. 24, p. 375-381 & p. 385-389 (texte intégral).